# ALCO RS-1
Тепловоз RS-1 — 4-осный тепловоз с электрической передачей. Выпускался с 1941 по 1953 год Alco-GE (объединение ALCO и GE), а с 1953 по 1960 — самой ALCO. По общему времени производства (с марта 1941 по март 1960, то есть ровно 19 лет) является одним из лидеров среди всех североамериканских тепловозов.
Характерная капотная форма кузова сделала его весьма удобным в маневровой работе, а впоследствии такая форма кузова стала классической для маневровых тепловозов. Тепловоз эксплуатировался в общей сложности на более, чем полусотне железных дорог, причём не только в самой Северной Америке, но и в Бразилии и даже в Саудовской Аравии.
Так как RS-1 был весьма тяжёлым для большинства зарубежных стран (вес 112,3 т, а нагрузка от осей на рельсы — 28 т), то в ноябре 1942 года на заводах ALCO была создана его 6-осная версия — RSD-1. В 1945 году 70 таких тепловозов были отправлены по ленд-лизу в СССР, где получили обозначение серии Да.